# Долма, Дики
Дики Долма (англ. Dicky Dolma; род. 5 апреля 1974, Палчан, Куллу, Химачал-Прадеш, Индия) — индийская альпинистка и спортсменка (горнолыжный спорт). 10 мая 1993 года совершила восхождение на Эверест в составе индийско-непальской экспедиции, став на тот момент самой молодой женщиной, достигшей вершины.

## Биография
Родилась 5 апреля 1974 года в небольшой деревне Палчан, округ Куллу, штат Химачал-Прадеш, Индия.
С ранних лет она увлекалась горнолыжным спортом и участвовала в ряде спортивных соревнований, включая Всеиндийский открытый лыжный фестиваль 1989 года и зимние Азиатские игры 1999 года.
10 мая 1993 года она совершила своё первое восхождение на Эверест в составе индийско-непальской экспедиции, став самой молодой на тот момент женщиной, покорившей вершину. Другая индийская альпинистка Сантош Ядав также была в составе той экспедиции и стала первой женщиной, покорившей вершину дважды.
В 1994 году Долма была удостоена Национальной премии имени Тенцинга Норгея.